# Liste der Gouverneure von Karnataka
Die folgende Tabelle listet die Gouverneure von Karnataka mit jeweiliger Amtszeit auf. Der Bundesstaat entstand aus dem früheren Königreich Mysore, das nach der Unabhängigkeit Indiens ein Teilstaat der indischen Union wurde. Der letzte Herrscher Mysores Jaya Chamaraja Wodeyar (1919–1974) war vom 26. Januar 1950 bis zum 31. Oktober 1956 Rajpramukh (Oberhaupt). Am 1. November 1956 wurde der Bundesstaat durch den States Reorganisation Act in den Grenzen der kannadasprachigen Gebiete neugeformt und das Gouverneursamt eingeführt. Seit dem 1. November 1973 trägt der Bundesstaat den heutigen Namen Karnataka.
| #  | Name                                    | Amtsantritt       | Ende der Amtszeit |
| 1  | Jaya Chamaraja Wodeyar (1919–1974)      | 1. November 1956  | 14. April 1959    |
| 2  | Mangaldas Mancharam Pakvasa (1882–1968) | 15. April 1959    | 30. Juni 1959     |
| 3  | Jaya Chamaraja Wodeyar (1919–1974)      | 1. Juli 1959      | 15. April 1960    |
| 4  | Mangaldas Mancharam Pakvasa (1882–1968) | 16. April 1960    | 1. Juli 1960      |
| 5  | Jaya Chamaraja Wodeyar (1919–1974)      | 2. Juli 1960      | 9. April 1961     |
| 6  | Mangaldas Mancharam Pakvasa (1882–1968) | 10. April 1961    | 23. Juni 1961     |
| 7  | Jaya Chamaraja Wodeyar (1919–1974)      | 24. Juni 1961     | 18. April 1962    |
| 8  | Mangaldas Mancharam Pakvasa (1882–1968) | 19. April 1962    | 19. Juli 1962     |
| 9  | Jaya Chamaraja Wodeyar (1919–1974)      | 20. Juli 1962     | 6. August 1963    |
| 10 | Mangaldas Mancharam Pakvasa (1882–1968) | 7. August 1963    | 6. Oktober 1963   |
| 11 | Jaya Chamaraja Wodeyar (1919–1974)      | 7. Oktober 1963   | 3. Mai 1964       |
| 12 | S. M. Shrinagesh (1903–1977)            | 4. Mai 1964       | 1. April 1965     |
| 13 | V. V. Giri (1894–1980)                  | 2. April 1965     | 12. Mai 1967      |
| 14 | Gopal Swarup Pathak (1896–1982)         | 13. Mai 1967      | 29. August 1969   |
| 15 | A. R. Somnath Iyer                      | 30. August 1969   | 22. Oktober 1969  |
| 16 | Dharma Vira (1906–2000)                 | 23. Oktober 1969  | 31. Januar 1972   |
| 17 | Mohan Lal Sukhadia (1916–1982)          | 1. Februar 1972   | 9. Januar 1976    |
| 18 | Uma Shankar Dikshit (1901–1991)         | 10. Januar 1976   | 1. August 1977    |
| 19 | Govind Narain (1916–2012)               | 2. August 1977    | 15. April 1983    |
| 20 | Ashok Nath Banerjee (* 1917)            | 16. April 1983    | 25. Februar 1988  |
| 21 | P. Venkatasubbaiah (1921–1993)          | 26. Februar 1988  | 4. Februar 1990   |
| 22 | S. Mohan (* 1930)                       | 5. Februar 1990   | 7. Mai 1990       |
| 23 | Bhanu Pratap Singh (1917–2006)          | 8. Mai 1990       | 5. Januar 1991    |
| 24 | Khurshed Alam Khan (1919–2013)          | 6. Januar 1991    | 29. Mai 1992      |
| 25 | Sam Piroj Bharucha (* 1937)             | 30. Mai 1992      | 27. Juni 1992     |
| 26 | Khurshed Alam Khan (1919–2013)          | 28. Juni 1992     | 30. November 1995 |
| 27 | Madhav Laxman Pendse (* 1935)           | 1. Dezember 1995  | 21. Dezember 1995 |
| 28 | Khurshed Alam Khan (1919–2013)          | 22. Dezember 1995 | 1. Dezember 1999  |
| 29 | V. S. Ramadevi (1934–2013)              | 2. Dezember 1999  | 20. August 2002   |
| 30 | Triloki Nath Chaturvedi (1928–2020)     | 21. August 2002   | 20. August 2007   |
| 31 | Rameshwar Thakur (1927–2015)            | 21. August 2007   | 28. Juni 2009     |
| 32 | Hans Raj Bhardwaj (1937–2020)           | 29. Juni 2009     | 31. August 2014   |
| 33 | Vajubhai Vala (* ?)                     | 1. September 2014 | im Amt            |